# ZDF-Mittagsmagazin

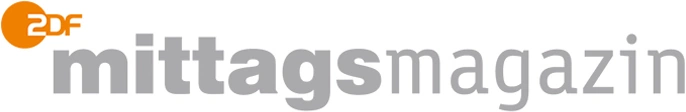
Logo von 2009 bis 2018

Das ZDF-Mittagsmagazin ist ein Informationsmagazin des ZDF, das seit 1989 ausgestrahlt wird. Es wird montags bis freitags in den ungeraden Kalenderwochen (vor 2021 in den geraden) auf den Sendern ZDF, Das Erste und tagesschau24 im Rahmen des gemeinsamen Vormittagsprogramms im Wechsel mit dem ARD-Mittagsmagazin live gesendet.

## Geschichte
Im Rahmen des Falles der Berliner Mauer wollten ARD und ZDF die Zuschauer nicht nur morgens und abends über die aktuelle Lage informieren, sondern auch in der Zeit zwischen Mittag und Nachmittag. Zu den Gründungsmoderatoren gehörte Susanne Conrad, die die Sendung (mit Unterbrechung) bis 2015 moderierte und prägte. 1998 wurde die Sendedauer von 45 auf 59 Minuten verlängert.
Das Mittagsmagazin wurde von 1989 bis 2018 aus dem ZDF-heute-Nachrichten-Studio auf dem Mainzer Lerchenberg gesendet; ab 21. Oktober 2009 wie alle ZDF-Nachrichtensendungen aus einem virtuellen Studio. Im Dezember 2016 wurde das Studiodesign überarbeitet.

Seit April 2018 wird das ZDF-Mittagsmagazin im ZDF-Hauptstadtstudio in Berlin produziert. Das neue Studio wurde bis 2024 mit dem ARD-Mittagsmagazin gemeinsam genutzt.

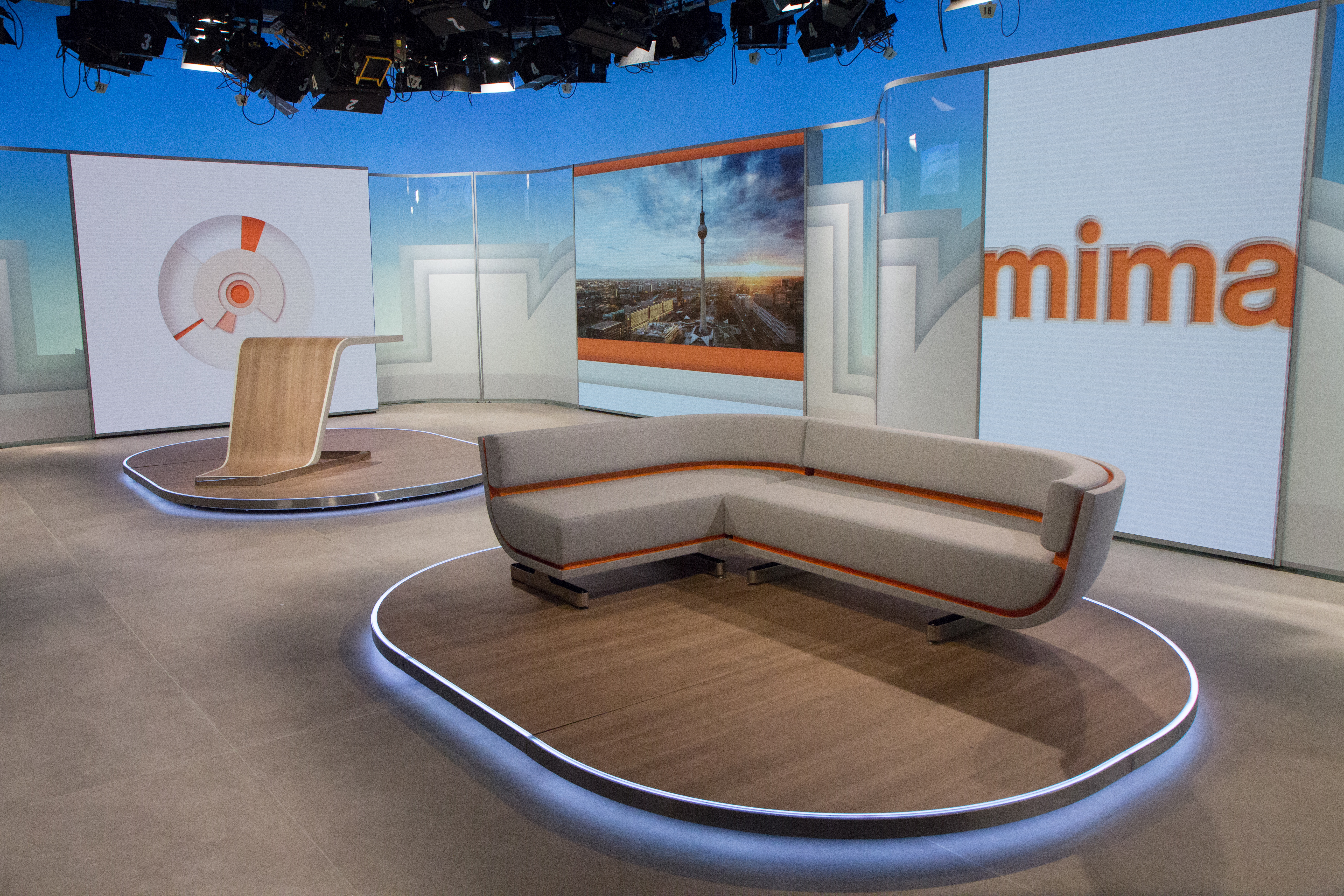
Studio des Mittagsmagazin im Zollernhof Unter den Linden

Im Juni 2023 wurde angekündigt, dass das Magazin ab 2024 auf fast zwei Stunden mit Beginn um 12:10 Uhr erweitert werden soll. Im Zuge der Verlängerung wurden neue Rubriken eingeführt (siehe Rubriken).

## Inhalt
Die Sendung startet gegen 12:10 Uhr mit einem Themenüberblick und darauffolgend einigen Filmbeiträgen. Die erste Sendestunde beinhaltet die Rubriken mima Expedition und mima Service sowie eine Kurzdoku. Zu Beginn der zweiten Sendestunde erfolgt ein erneuter Themenüberblick. Anschließend gegen 12:55 Uhr startet der etwa zweieinhalbminütige Nachrichtenüberblick heute Xpress, präsentiert von einem Redakteur der heute-Redaktion.
Vor und nach dem mima Topthema, das die zweite Sendestunde eröffnet, werden Filmbeiträge gesendet und Reporterschalten durchgeführt. Die zweite Sendestunde beinhaltet einen Talk mit einem prominenten Gast. Anschließend folgen Promi-News in der mima Szene. Danach wird ein Filmbeitrag aus der Reihe mima Menschen gezeigt.
Beide Sendestunden beinhalten eine Live-Reportage, einen Sportblock mit einem Sportredakteur und eine Wettervorhersage mit einem Meteorologen.

## Rubriken
Im ZDF-Mittagsmagazin existieren folgende Rubriken, die jeweils einen eigenen Vorspann und eine eigene Anfangsmusik haben (mit Ausnahme der Kurzdokumentation). In einer Sendung werden nicht immer alle Rubriken gezeigt. (Stand: 2. Januar 2024)
- mima Expedition: Zufällige Begegnungen mit Menschen in allen Teilen Deutschlands. Diese Rubrik existierte zuvor in der drehscheibe, die bis Ende 2023 den Sendeplatz belegte.
- mima Service: Berichte zu Verbraucher- und Servicethemen.
- Viertelstündiger Teil einer Dokumentation: Abschnitte einer Dokumentation auf diesem Sendeplatz an den Sendetagen innerhalb einer Woche.
- mima Wetter: Bericht über die aktuelle Wetterlage sowie Prognose eines Meteorologen im Studio.
- mima Topthema: Filmbeitrag über ein Thema des aktuellen Tagesgeschehens sowie ein darauffolgendes Interview.
- mima Reporter: Reporter, die meist aus dem Ausland Geschichten von Menschen erzählen.
- mima Menschen: Kurze Reportage über außergewöhnliche Leistungen und Initiativen.
- mima Helden: Cherno Jobatey stellt monatlich Menschen vor, bei denen sich Freunde oder Angehörige bedanken.
- mima Sport: Berichte und Nachrichten des Sportmoderators.
- mima Szene: Nachrichten aus der Promi- und Boulevard-Welt.

## Redaktion
Das Mittagsmagazin verfügte bis März 2018 über eine eigene Redaktion im Mainzer Sendezentrum des ZDF. Redaktionsleiter war zuletzt von 2011 bis 2018 Norbert Lehmann.
Mit dem Umzug nach Berlin wurde im April 2018 die Redaktion „Tagesmagazine Berlin“ gegründet, die neben dem Mittagsmagazin auch das ZDF-Morgenmagazin verantwortet. Dessen Redaktionsleiter ist Andreas Wunn.

## Moderation

### Aktuelle Moderatoren

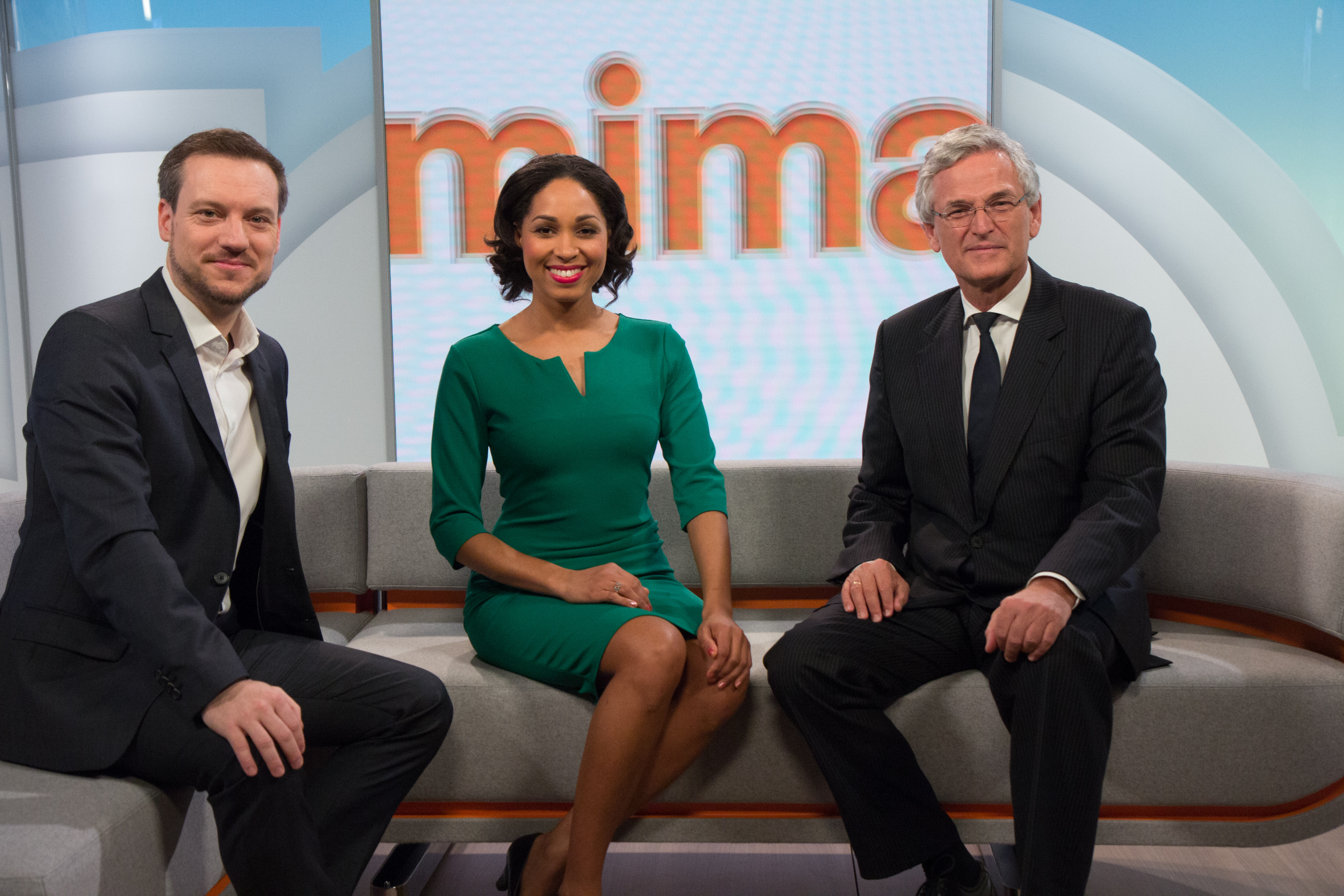
Andreas Wunn, Leiter der neuen ZDF-Redaktion Tagesmagazine Berlin, Moderatorin Jana Pareigis und ZDF-Chefredakteur Peter Frey

| Name             | Einstieg | Anmerkungen                                     |
| ---------------- | -------- | ----------------------------------------------- |
| Jana Pareigis    | 2018     | 2018–2021 Hauptmoderatorin seit 2021 Vertretung |
| Andreas Wunn     | 2018     | Vertretung                                      |
| Daniel Pontzen   | 2019     | Vertretung                                      |
| Mirjam Meinhardt | 2021     | 2021–2022 Vertretung seit 2022 Hauptmoderatorin |

### Ehemalige Moderatoren

#### 1989–1999
Die Sendung wurde von zwei Moderatoren gemeinsam präsentiert.
| Name             | Einstieg | Ausstieg |
| ---------------- | -------- | -------- |
| Philipp Baum     | 1989     | 1999     |
| Axel Becher      | 1989     | 1999     |
| Angelika Best    | 1989     | 1999     |
| Michael Braun    | 1989     | 1999     |
| Susanne Conrad   | 1989     | 1996     |
| Ekkehardt Gahntz | 1989     | 1990     |
| Ulrike Grunewald | 1989     | 1999     |
| Karlo Malmedie   | 1989     | 1999     |
| Sabine Noethen   | 1989     | 1994     |
| Marina Ruperti   | 1989     | 1994     |
| Günther Neufeldt | 1991     | 1999     |

#### Ab 1999
Seit 1999 führt nur noch ein Moderator durch die Sendung.
| Name                           | Einstieg | Ausstieg | Anmerkungen                         |
| ------------------------------ | -------- | -------- | ----------------------------------- |
| Susanne Conrad                 | 1999     | 2015     | Hauptmoderatorin                    |
| Norbert Lehmann                | 1999     | 2019     | Hauptmoderator 2018–2019 Vertretung |
| Normen Odenthal                | 2007     | 2013     | Vertretung                          |
| Kay-Sölve Richter              | 2014     | 2018     | Vertretung                          |
| Christina von Ungern-Sternberg | 2015     | 2018     | Hauptmoderatorin                    |
| Wolf-Christian Ulrich          | 2019     | 2019     | Vertretung                          |
| Mitri Sirin                    | 2021     | 2023     | Vertretung                          |

### Aktuelle Nachrichtenredakteure
| Name                           | Einstieg | Anmerkungen |
| ------------------------------ | -------- | ----------- |
| Karsten Pachollek              | 2015     |             |
| Pinar Tanrikolu                | 2015     |             |
| Jessica Zahedi                 | 2015     |             |
| Maja Weber                     | 2016     |             |
| Christopher Wehrmann           | 2016     |             |
| Sara Bildau                    | 2021     |             |
| Antoine Kurschilgen            | 2021     |             |
| Moritz Neuß                    | 2022     |             |
| Farah Schlink                  | 2022     |             |
| Philip Wortmann                | 2023     |             |
| Marc Burgemeister              | 2023     |             |
| Barbara Parente                | 2025     |             |
| Kay-Sölve Richter              | 2015     | Vertretung  |
| Carsten Rüger                  | 2015     | Vertretung  |
| Ralph Szepanski                | 2015     | Vertretung  |
| Christina von Ungern-Sternberg | 2017     | Vertretung  |

### Sportredakteure
| Name                  | Einstieg | Ausstieg | Anmerkungen               |
| --------------------- | -------- | -------- | ------------------------- |
| Magdalena Müller      | 1989     | 1995     |                           |
| Norbert König         | 1989     | 2024     | Mit unregelmäßigen Pausen |
| Sissy de Mas          | 1992     | 2004     |                           |
| Günter-Peter Ploog    | 1990     | 1991     |                           |
| Wolf-Dieter Poschmann | 1991     | 2016     | Mit unregelmäßigen Pausen |
| Sabine Köhne          | 1994     | 1996     |                           |
| Kristin Otto          | 1995     |          | Mit unregelmäßigen Pausen |
| Michael Antwerpes     | 1996     | 1998     |                           |
| Alexandra Muz         | 2000     | 2003     |                           |
| Jana Thiel            | 2004     | 2016     |                           |
| Rudi Cerne            | 2005     |          | Mit unregelmäßigen Pausen |
| Sven Voss             | 2007     |          |                           |
| Katja Streso          | 2014     |          |                           |
| Thomas Skulski        | 2018     |          |                           |
| Annika Zimmermann     | 2018     | 2021     |                           |
| Florian Zschiedrich   | 2018     |          |                           |
| Lili Engels           | 2024     |          |                           |

### Aktuelle Meteorologen
| Name            | Einstieg | Anmerkungen |
| --------------- | -------- | ----------- |
| Katja Horneffer | 1993     |             |
| Özden Terli     | 2013     |             |
| Christa Orben   | 2015     |             |
| Benjamin Stöwe  | 2020     |             |
| Leonie Imhäuser | 2020     |             |